# Goldie Loc
Goldie Loc (* 16. Januar 1980 in Long Beach, Kalifornien; eigentlich Keiwan Deshawn Spillman) ist ein US-amerikanischer Rapper und wie Snoop Dogg und Tray Deee ein Mitglied von Tha Eastsidaz. Goldie Loc ist ein Mitglied der Rollin 20 Crips.
Sein Debüt machte Goldie Loc mit Snoop Dogg auf dem Track "20 Minutes" auf dem Album "No Limit Top Dogg". Danach arbeitete er öfter mit Snoop Dogg zusammen, da sie zusammen im Film "Tha Eastsidaz" (deutsch: Final Fight) zu sehen sind. Deshalb gehörte er dann auch zu den Eastsidaz mit Tray Deee und Snoop Dogg. Doch "Tha Eastsidaz" wurde gezwungenermaßen aufgelöst, weil Tray Deee ins Gefängnis musste. 
Goldie Loc ist nun bei dem Label "33rd Street Records".
Dort veröffentlichte er 2004 das Album Still Eastsidin und 2005 ein weiteres, Loc'd Out.

## Diskografie

### Alben
- 2004: Still Eastsidin'
- 2005: Loc'd Out
- 2007: Eastsideridaz

## Filmografie
- 2000: Tha Eastsidaz
- 2001: John Singleton's Baby Boy